# シクラメン
シクラメン（学名：Cyclamen persicum）は、サクラソウ科シクラメン属に属する地中海地方が原産の多年草の球根植物の総称である。この記事においては特に明記しない限りはC. persicumとその品種、変種のみを指して用いる。

## 名称

### 和名
シクラメンは、カガリビバナ（篝火花）、ブタノマンジュウ（豚の饅頭）のほか魔力を封じる花、病気を治す花、聖母の心臓、修道女の花など別名を持つ。
カガリビバナという和名は、この花を見たある日本の貴婦人（九条武子だといわれている）が、「これはかがり火の様な花ですね」と言ったのを聞いた植物学者・牧野富太郎が名付けた。「ブタノマンジュウ（豚の饅頭）」は、植物学者・大久保三郎が英名を日本語にそのまま移し替えた名前である。

### 学名
属名の Cyclamen は中世ラテン語であり、古典ラテン語のcyclamīnosに由来する。また、そのcyclamīnosはそのおそらく球根の形から、または受粉後に花茎が螺旋状に変化する性質から、「円」を意味する古典ギリシア語κύκλος（ラテン文字転写：kýklos）に由来し、シクラメンを表す古典ギリシア語のκυκλάμινος（ラテン文字転写：kyklāmīnos）から来たとされる。
イギリス英語では/ˈsɪk.lə.mən/（スィクラメン）、アメリカ英語では/ˈsaɪkləmən/（サイクラメン）と発音されるが、古典ラテン語の発音 /ˈky.kla.men/ に近づけ転写すると「キュクラメン」となり、文献によっては「キュクラメン・〜」または「キクラメン・〜」と表記する場合もある。

## 生態
シクラメンの原種は地中海沿岸、ギリシャからチュニジアにかけて自生している。シクラメン属の他の種とは異なり、Cyclamen persicum や C. somalense では、花茎は巻かずに垂れる。シクラメンは双子葉植物であるが、発芽時に地表へ出る葉は1枚である。また、子葉から数えて7、8枚目の葉が出た頃から花芽の形成が始まる。葉柄は長くハート形の葉には白斑があり、葉芽と花芽は対で生長し、花茎を伸ばして花をつける。日本における開花期は秋から春にかけてで、花弁は一重または八重、色は白や赤・黄・桃色と多様性に富んでいる。開花後はすぐ結実するが、そのままでは株が弱るので、採種が目的でも数輪残すだけにし、そうでない場合は開花後の花柄を全て取り除くことが推奨されている。球根は茎が肥大したもので分球せず、表皮がコルク状で乾燥によく耐え、球根が地上に露出した状態を好む。

## 歴史

### 西洋

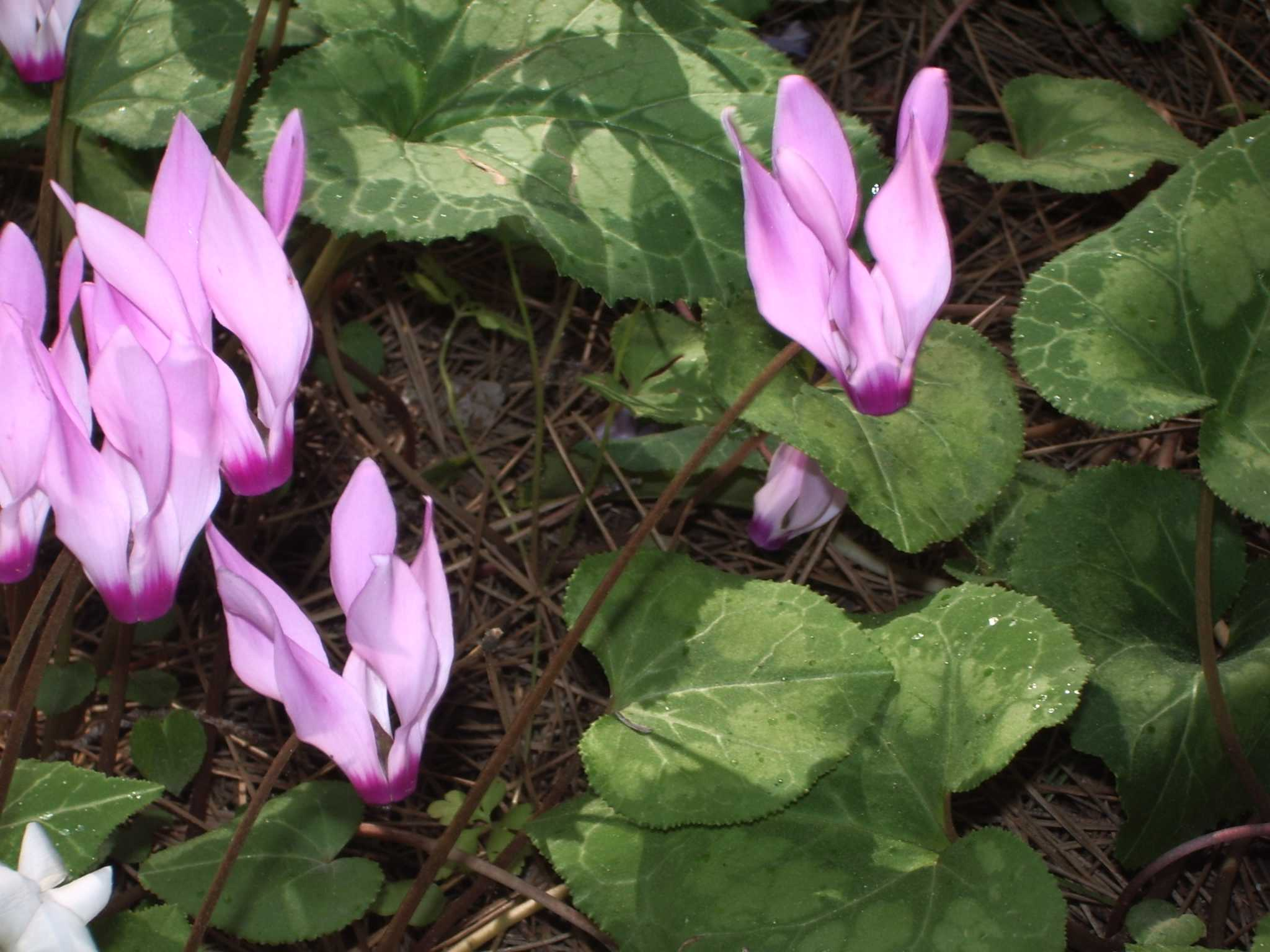
現在のシクラメンの元になったC. persicum

古来は「アルプスのスミレ」と呼ばれたが、花よりも塊茎の澱粉が珍重され、サポニン配糖体シクラミン (Cyclamin) などの有毒物質を含むにもかかわらず食用にされていた。しかし、ジャガイモなどが流通するようになる大航海時代以後はその習慣も廃れた。また、ギリシャでは塊茎が亀に似ることから「ケロニオン（亀）」と呼ばれていた。アプレイウスは著書「本草書」の中で、シクラメンを鼻に詰めると脱毛に効果があると記している。ウィリアム・ターナーは、シクラメンは出産のための強い薬であり、妊婦はまたがないほうが良いと言っている。また、同氏は1551年に “sows bread”（雌豚のパン＝放し飼いの豚がシクラメンの球根を食べてしまうことから命名したが、1895年キャノン・H・N・エラコムは庭に入って来た豚が球根を掘り返したが、食べようとしなかったと述べている）として紹介している。1650年代、現在のシクラメンの元になったC. persicumがイギリスに入ってきた。
シクラメンに関する伝説で、草花を好んだソロモン王が王冠に花のデザインを取り入れようと思い、様々な花と交渉するが断られ、唯一承諾してくれたシクラメンに感謝すると、シクラメンはそれまで上を向いていたのを、恥ずかしさと嬉しさのあまりにうつむいてしまった、というものがある。これは、シクラメン（カガリビバナ）が やや下向きに花をつけることが多いことに基づいた伝説であり、この花の花言葉が「内気なはにかみ」とされているのはそのことによると考えられる。

### 日本

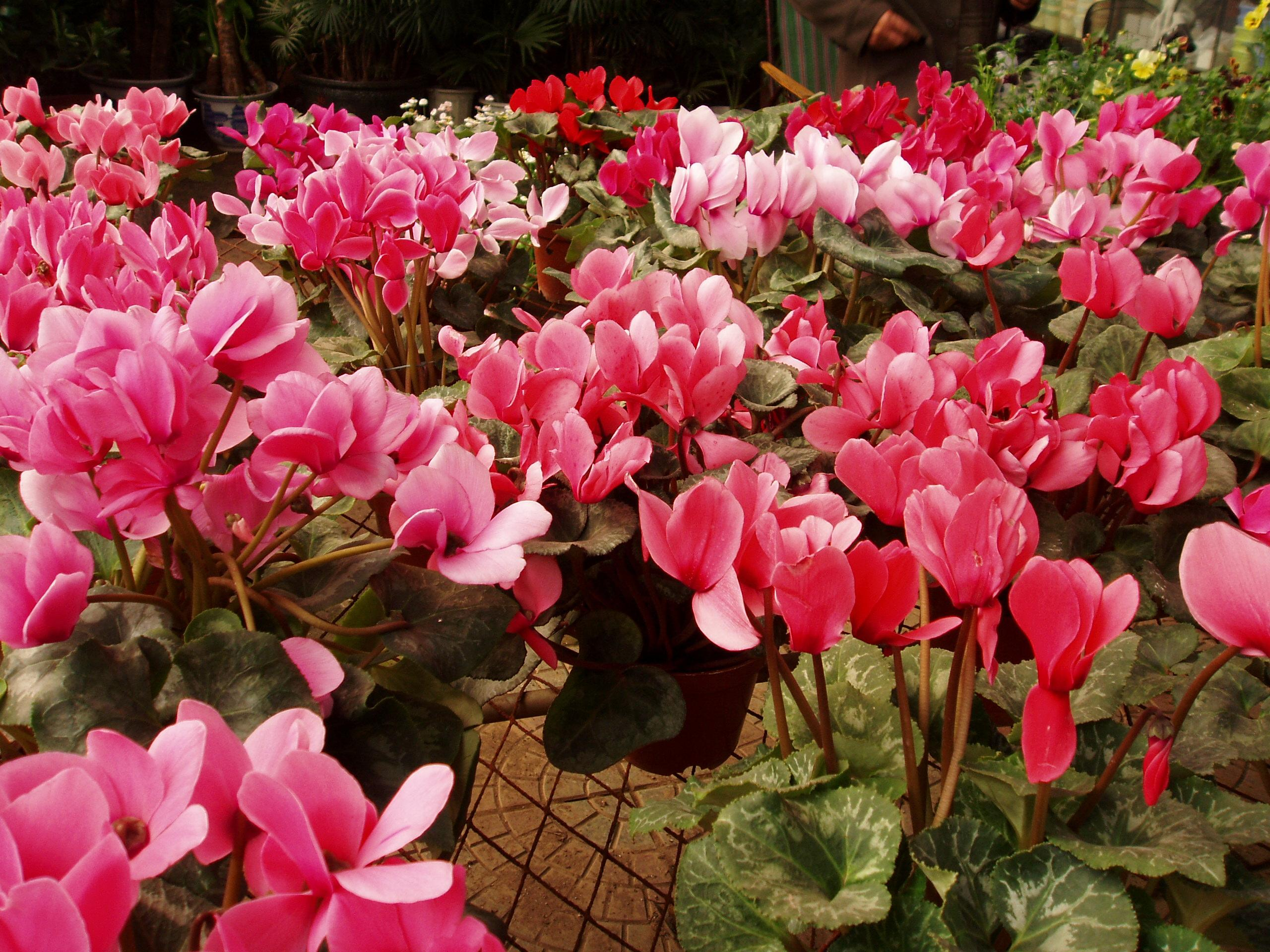
鉢植えのシクラメン

日本には明治時代に伝わり、本格的な栽培は、大正時代に岐阜県恵那市東野の伊藤孝重が始めたとされる。戦後急速に普及し、品種改良も進められて、花色も黄色や二色、フリンジ咲き、八重咲きなどが登場した。日本における鉢植え植物としての栽培量はトップクラスで、冬の鉢植えの代表格として定着している。
「死」「苦」との語呂合わせや、赤色は血をイメージさせることから、この花を病人への見舞いに供することは縁起が悪いとされている。

## 品種

### ガーデンシクラメン
従来、鉢植えのシクラメンが主流であったが、原種との交雑により、1996年（平成8年）に埼玉県児玉郡児玉町（現本庄市）の田島嶽が、屋外で植栽可能な耐寒性のあるミニシクラメンの系統を選抜し、「ガーデンシクラメン」として売り出したのが、この種のシクラメンの始まりである（ただし最初にガーデンシクラメンとして選ばれたのは、古くからミニシクラメンとして流通していた「F1ミニメイト」という品種）。この「ガーデンシクラメン」はガーデニングブームの波に乗り全国で栽培が行われ、瞬く間に普及した。

### 芳香性シクラメン
通常、栽培種のシクラメンは無香性のものか、香りが薄いものが一般的である。前述のとおり栽培種のシクラメンはドイツにおいて C. persicum という種から花が大きく綺麗なものを長年に渡って選抜した結果、香りが徐々に失われていったためである。これは、この種のシクラメンの香気は埃や乾燥した木材のような匂いを発するセスキテルペンという成分が主体であり、一般に悪臭と感じられる事に起因する。
なお、日本では布施明の歌『シクラメンのかほり』（小椋佳作詞・作曲）が1975年（昭和50年）にヒットしたことによって、シクラメンの香気に対する要望が寄せられるようになった。
このため、栽培種のシクラメン農家や育種家らの手によって香りの育成がされてきた。これは、C. persicum種の中に僅かに含まれる香気であるシトロネロールというバラ様の香気成分が突然変異などにより、比較的に多く含まれるものを選抜したものであるが、親の遺伝によって悪臭の原因とされるセスキテルペンの香気成分も残存することが多く、基本的な香り成分の種類には差が少なく、芳香を発するシクラメンを作り出すことは困難であった。
そんな中、1996年（平成8年）に埼玉県農林総合研究センター園芸支所（現園芸研究所）がバイオテクノロジーを用いて、栽培種である C. persicum 種と芳香を有する野生種である C. purpurascens 種との種間交雑 [(2n=2x=48)×(2n=2x=34)=(n=41)] を行い（交配後21日の未熟胚を培養）、種子で増殖可能な交雑種 (2n=82) の2系統の育成（胚培養で得られた個体は不稔のため、組織培養による増殖とコルヒチン処理で染色体数を増やす）に世界で初めて成功した。なお、ペルシカム種を用いた種間交雑種はこれが初めてであるが、異種間交配種は自然交雑種も含めていくつか存在する。
C. purpurascens の原種は、花は小さく地味であるが、バラ様の香気成分であるシトロネロールやシナミルアルコールというヒアシンス様の香気成分、スズラン様の香気成分を発する種である。
この種間交雑により、花や株は一般の園芸種のように大きくなり、香りもこの野生種の芳香が大きな花から多く発せられる、いわゆる「芳香シクラメン」が誕生することとなり、従来の園芸種とは全く違うバラとヒアシンスを合わせたような香気を放つ栽培用シクラメンが一般流通するに至った。
埼玉県により、この芳香シクラメンについて花色の違う3つの品種の育成を行い、雑種第一代として「孤高の香り」（紫）、「麗しの香り」（ピンク）、「香りの舞い」（濃紫）の3つの品種を種苗登録するとともに、これら第一世代の品種を組織培養し、イオンビーム照射でDNAに変異を起こさせることで、親品種と花色の異なる「天女の舞」（サーモンピンク・麗しの香りの変異）、「みやびの舞」（赤紫・香りの舞いの変異）、 「絹の舞」（白・孤高の香りの変異）が生み出された。
これにより、従来花の “色” と “形” の個性しかなかったシクラメンに “香り” という新たな要素が加わり、愛好者の選択肢が広がった。

### 原種シクラメン
これまで園芸種のシクラメンはC. persicumという種から改良されたものであった。しかし、ガーデニングの人気の高まりとともに、野趣に富む「原種シクラメン」にも注目が集まり、園芸用の原種のほか、別の種に属する野生種が一部の収集家によって栽培されている。特に、C. hederifolium や C. coum などの種は流通量が多く購入しやすい。野生のシクラメン属は、ワシントン条約により輸入には許可が必要である（C. persicum の栽培変種を人工的に繁殖させた標本は、休眠中の塊茎として取引されるものを除き、この条約の適用を受けない）。

## 生産
日本における令和4年産シクラメンの都道府県別出荷量割合（全体1,480万鉢）
日本国内の令和4年産シクラメンの収穫面積は156haで、出荷量は1,480万鉢だった。

### 日本国内の産地
令和4年産の都道府県別出荷量割合は、長野県が14％で最も高く、次いで愛知県が11％、千葉県が6％、茨城県及び福島県がそれぞれ5％となっている。
- 長野県
  - 佐久市、上伊那郡、下伊那郡、北アルプス地域
- 愛知県
  - 豊川市、安城市、田原市、稲沢市 、設楽町
- 千葉県
  - 東葛地域、成田市、船橋市、八千代市
- 茨城県
  - 常陸太田市、小美玉市、筑西市、行方市
- 福島県
  - 中島村、いわき市、白河市
- 東京都
  - 瑞穂町（シクラメンスポーツ公園という名の公園があり、長岡地区の岩蔵街道沿いにはシクラメン農家が軒を連ねており、シクラメン街道と呼ばれている[33]。）
- 岐阜県
  - 恵那市（国内栽培発祥の地とされる）、中津川市
- 島根県
  - 出雲市
- 福岡県
  - 北九州市